# 590 Madison Avenue
590 Madison Avenue, también conocido como IBM Building, es un rascacielos alto de 183 men la esquina de East 57th Street y Madison Avenue en Nueva York. Fue terminado en 1983 y tiene 41 pisos. El edificio costó 250 millones de dólares, tiene 93 592 m² de superficie y 24 ascensores, y es el 129.º edificio más alto de Nueva York. Edward Larrabee Barnes & Associates diseñó el edificio, e IBM lo desarrolló. IBM vendió la torre a Odyssey en mayo de 1994.

## Sitio

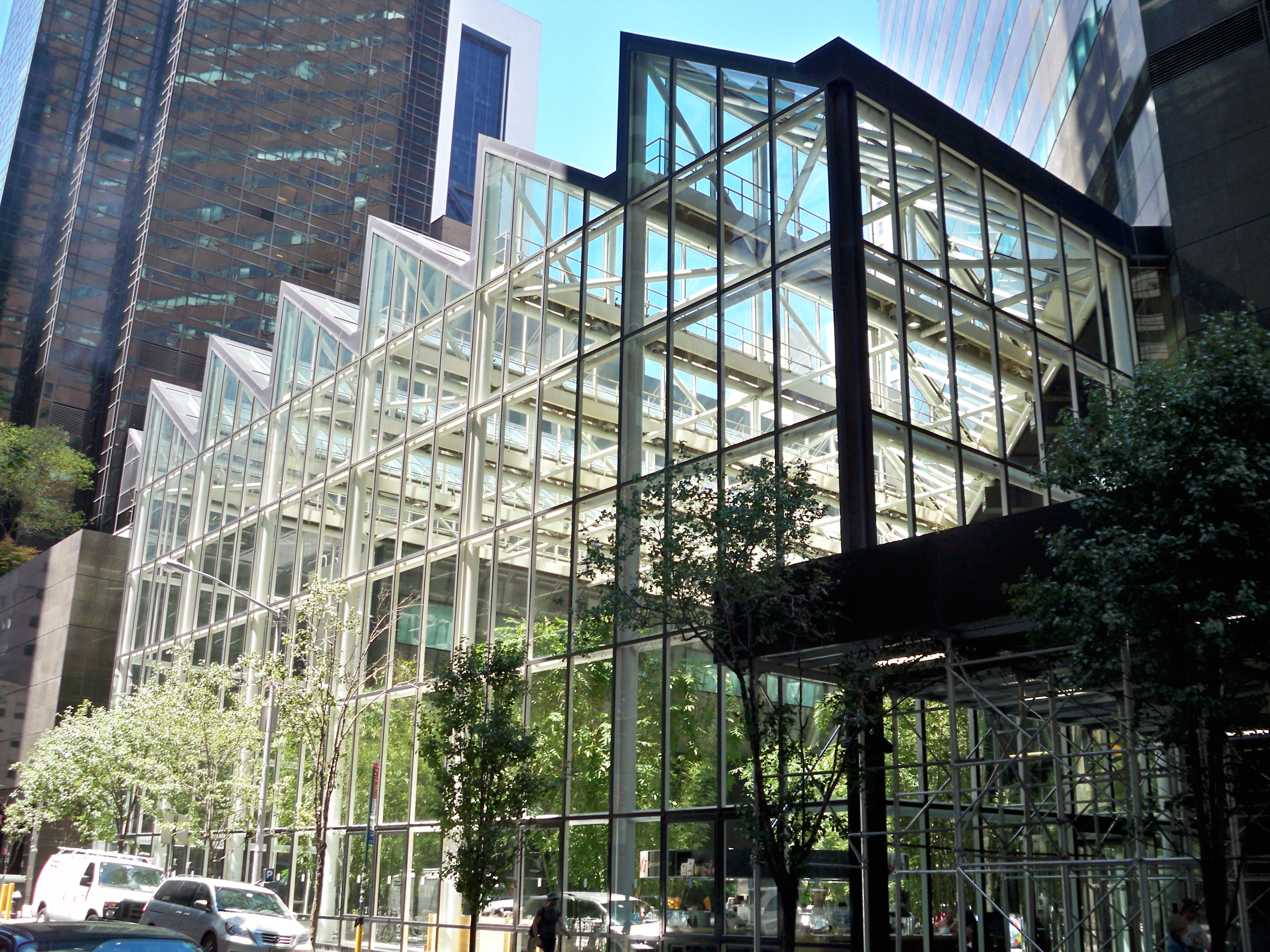
Atrio que contiene espacio público

El edificio está ubicado en el lado oeste de Madison Avenue entre las calles 56 y 57. Este contexto influyó fuertemente en el diseño del edificio. Su forma de cuña estaba destinada a evitar demasiado volumen del edificio hacia la calle 56, que es una calle relativamente estrecha. En cambio, Barnes miró hacia el edificio hacia la calle 57 y Madison Avenue directamente sin retranqueos. El espacio ahorrado al cortar la esquina suroeste del edificio permitió la creación de un espacio abierto a nivel del suelo. El espacio abierto está conectado a la Quinta Avenida a través del atrio de la Torre Trump. Además, una galería peatonal está al otro lado de la cuadra y crea la circulación desde la calle 57 hasta la calle 56 hasta el edificio Sony. El espacio abierto del edificio de IBM no solo proporciona el espacio para escapar de la densidad, sino que también activa la circulación en esta área.

## Diseño

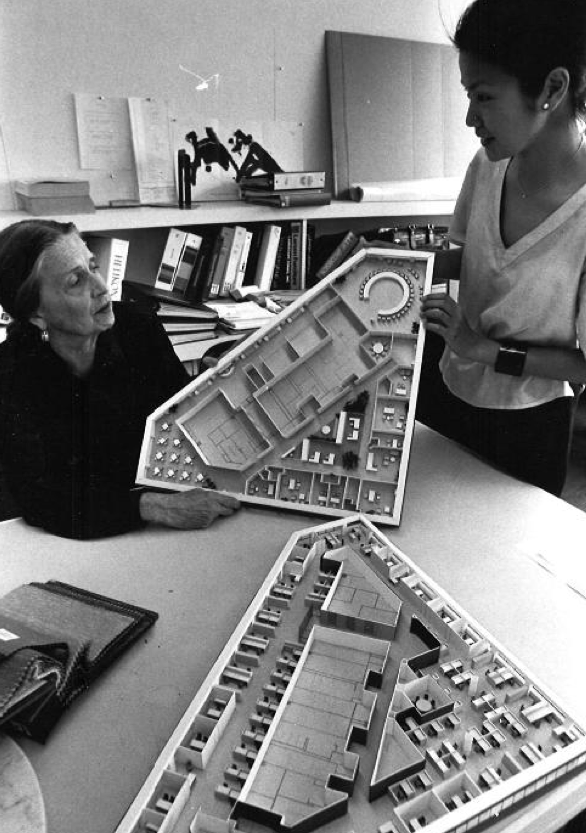
Mary Barnes y Toshiko Moro revisando los planes para los interiores de la Torre IBM en 590 Madison Avenue.

590 Madison Avenue es un edificio de oficinas diseñado por Edward Larrabee Barnes. Originalmente era propiedad de IBM y, por lo tanto, se llamaba "IBM Building". La torre se completó en 1983 y fue utilizada por numerosas sucursales de IBM hasta que fue vendida a Odyssey en 1994. El edificio todavía lleva el nombre de IBM, y la firma de tecnología global sigue siendo un inquilino importante. La altura del edificio de 41 pisos alcanza los 184 m. Tiene una forma de cuña única y un espacio público adyacente de propiedad privada cubierto por una estructura de vidrio, que contiene sillas de descanso, mesas y árboles de bambú, y se utiliza para la circulación de peatones, descanso, servicios, exhibiciones de arte y eventos culturales.

### Forma y fachada
El edificio fue diseñado con una forma de cuña única, con un gran chaflán que corta la masa rectangular en la esquina suroeste del sitio. El volumen se puede ver de manera diferente desde diferentes ángulos. De los 41 pisos del edificio, la mayoría están destinados al uso de oficinas. A nivel del suelo, algunas tiendas minoristas dan a la calle 57. El edificio ocupa solo el 40 por ciento de la propiedad y el resto de los pies cuadrados se asigna a espacios públicos abiertos. El espacio se llena con una serie de amenidades como quioscos de comida y bebida, mesas y sillas, receptáculos, etc. Los árboles de bambú verde instalados en el espacio celebran la serenidad de un jardín interior. Además, en el interior se exhiben obras de arte para entretener a los visitantes. Este espacio se utiliza ocasionalmente para eventos especiales.
El edificio está cubierto por vidrio verde grisáceo y granito pulido. La superficie moderadamente reflectante sigue cambiando su textura según el ángulo y la luz. El uso de vidrio transparente para el espacio público enfatiza su apertura y deja entrar mucha luz solar.

### Características
El edificio en forma de cuña fue un desafío en términos estructurales porque su forma causó más carga de viento que la de los rascacielos convencionales en forma de caja. Después de las pruebas en el túnel de viento, se revisó el diseño estructural original debido a la carga del viento. Los marcos alrededor de los huecos del ascensor permanecieron como estaban, con marcos diagonales añadidos. Las columnas en el perímetro del edificio se acercaron a la mitad y se reforzaron las vigas enjutas. Sorprendentemente, después del rediseño de la estructura, la cantidad total de acero requerida disminuyó. Otro desafío interesante en el diseño de la estructura fue la entrada en voladizo. El desafío no era cómo soportar la carga de arriba, sino cómo mantener la estabilidad del edificio. El uso de columnas más fuertes y más grandes para la base resolvió este problema.

## Historia
La sede mundial de IBM había estado en un edificio anterior de 20 pisos en este sitio que se inauguró en enero de 1938. IBM trasladó su sede a Armonk, Nueva York en 1964 pero aún necesitaba una instalación en Nueva York. En 1973, Nueva York permitió la construcción de un nuevo edificio de IBM para reemplazar el existente. Su plan incluía pies cuadrados que superaban la limitación legal del área de piso permitida, pero fue aceptado debido a la bonificación por brindar beneficios de espacio público abierto. El edificio original fue demolido a partir de 1977.  El edificio actual se completó en 1983. Contenía espacio público abierto como parte de una enmienda de 1961 a la Resolución de Zonificación de 1916, que permitía a los arquitectos crear edificios con más pies cuadrados si contenían espacios públicos abiertos.
IBM utilizó el edificio como su sede regional en el este hasta que fue vendido a Odyssey en 1994. Al año siguiente, el nuevo propietario solicitó a la Comisión de Planificación Urbana la propuesta de modificación de su atrio. Luego de escuchar los argumentos a favor y en contra de la propuesta, se modificó el espacio público. Aunque hubo algunos cambios en el atrio, como la eliminación de algunos árboles de bambú, sillas adicionales y exhibiciones de esculturas, aún mantuvo la designación como un oasis en la ciudad. El edificio y su atrio han sido conocidos como uno de los edificios más monumentales y espacios abiertos más populares de la ciudad.